# Villa castellana
Villa castellana är en tvåvingeart som först beskrevs av Gabriel Strobl 1909.  Villa castellana ingår i släktet Villa och familjen svävflugor.
Artens utbredningsområde är Spanien. Inga underarter finns listade i Catalogue of Life.